# Muzsika TV
Muzsika TV är en ungerskspråkig musikkanal, medlem i RTL-gruppen.
Kanalrösten för Muzsika TV är Komonyi Zsuzsi. Dess direkta konkurrent är Zenebutik.
Kanalens reklamtid säljs av R-Time.